# Marta Domínguez
Marta Domínguez (Marta Domínguez Azpeleta; * 3. November 1975 in Palencia) ist eine ehemalige spanische Langstrecken- und Hindernisläuferin.

## Karriere
1993 wurde sie Junioren-Europameisterin über 1500 Meter. Erste Erfolge im Erwachsenenbereich feierte sie in der Halle über 3000 Meter: bei den Weltmeisterschaften, wo sie 1995 in Barcelona Sechste und 1997 in Paris Fünfte wurde, und bei den Europameisterschaften, wo sie 1996 in Stockholm und 1998 in Valencia die Bronzemedaille gewann. Im Freien trat sie bei den Weltmeisterschaften 1995 in Göteborg über 1500 Meter an und erreichte das Halbfinale.
Mit einer weiteren Bronzemedaille bei den Europameisterschaften 1998 in Budapest über 5000 Meter etablierte sie sich in der europäischen Spitze. Über dieselbe Distanz wurde sie im Jahr darauf bei den Weltmeisterschaften in Sevilla Neunte. 2000 gewann sie bei den Halleneuropameisterschaften in Gent erneut die Bronzemedaille über 3000 Meter, scheiterte aber bei den Olympischen Spielen in Sydney über 5000 Meter im Vorlauf, nachdem sie sich kurz zuvor eine Erkältung zugezogen hatte.
2001 wurde sie zunächst Vierte bei den Hallenweltmeisterschaften in Lissabon und gewann dann bei den Weltmeisterschaften in Edmonton über 5000 Meter Silber hinter der Russin Olga Jegorowa. 2002 gewann sie den Titel sowohl bei den Halleneuropameisterschaften in Wien über 3000 Meter wie auch bei den Europameisterschaften in München über 5000 Meter. 2003 folgten Silbermedaillen bei den Hallenweltmeisterschaften in Birmingham über 3000 Meter und bei den Weltmeisterschaften in Paris/Saint-Denis über 5000 Meter.
2004 startete sie mit einem vierten Platz über 3000 Meter bei den Hallenweltmeisterschaften in Budapest, musste dann aber verletzt bei den Olympischen Spielen in Athen aussetzen. Bei den Weltmeisterschaften 2005 in Helsinki kam sie über 5000 Meter lediglich auf den 14. Platz, zeigte sich dann aber im Jahr darauf bei den Europameisterschaften in Göteborg in Bestform, als sie ihren Titel über 5000 Meter verteidigte und über 10.000 Meter mit spanischem Rekord Siebte wurde. 2007 errang sie bei den Halleneuropameisterschaften in Birmingham die Silbermedaille.

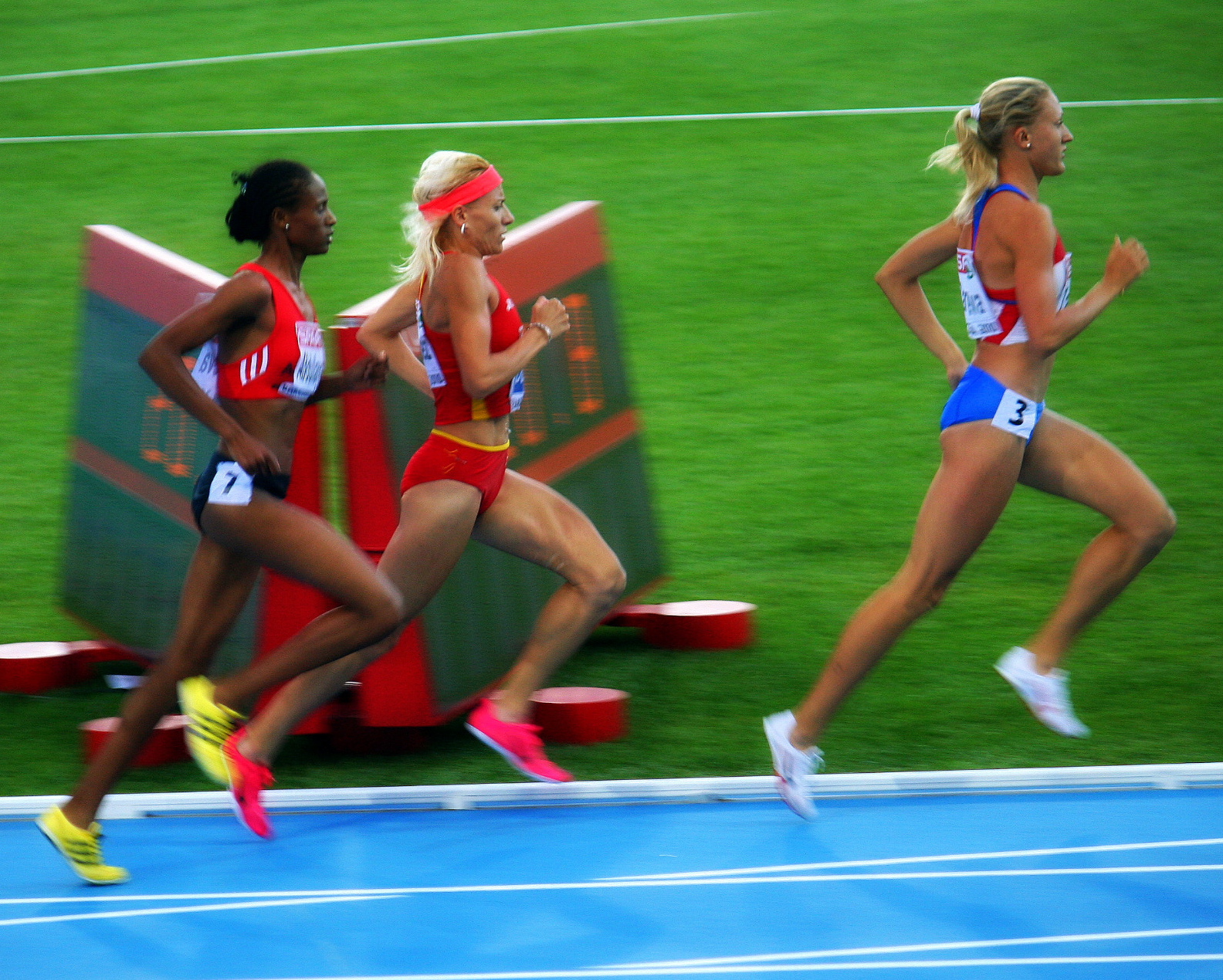
Domínguez (Mitte) bei den Europameisterschaften 2010

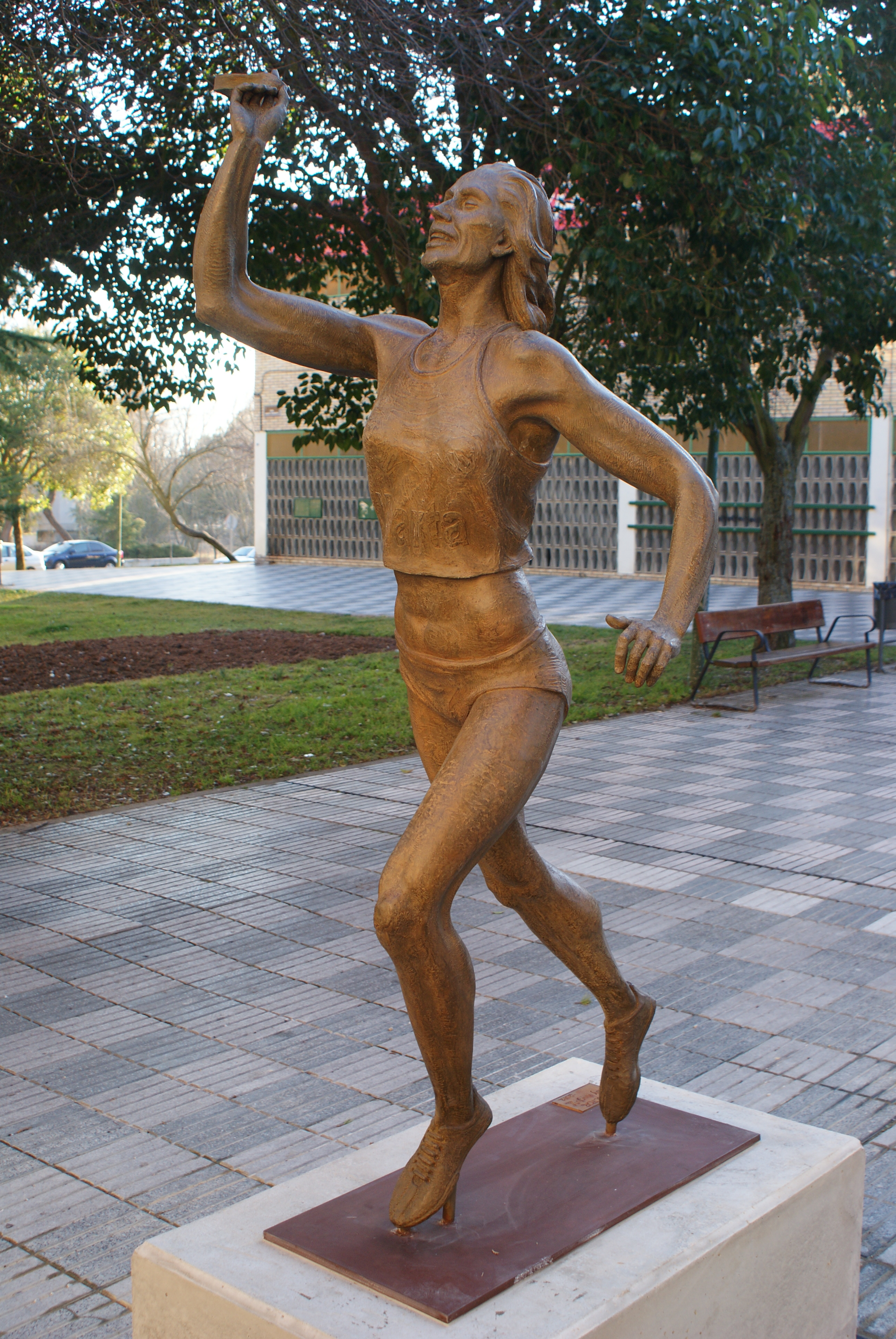
Marta-Domínguez-Statue in ihrer Heimatstadt Palencia

Seit der Saison 2008 konzentriert sie sich auf den Hindernislauf. Bei den Olympischen Spielen in Peking behauptete sie sich in der Spitzengruppe, stürzte aber 250 Meter vor dem Ziel über ein Hindernis und stieg aus dem Rennen aus.
Zu ihren Erfolgen bei Straßenläufen zählen Siege bei der San Silvestre Vallecana 2002 und 2003 und der Sieg bei der Cursa Bombers 2003.
Insgesamt wurde sie sechsmal in Folge Spanische Meisterin über 5000 Meter (1998–2003) und neunmal in der Halle über 3000 Meter (1995–1998, 2000–2004). Außerdem errang sie nationale Titel über 1500 Meter (1996) und 10.000 Meter (2006) sowie im Crosslauf (2006). 
Marta Domínguez ist 1,63 m groß, hatte eine Wettkampfgewicht von 52 kg und startete für die Sportartikelfirma Nike. Im Frühjahr 2009 trennte sie sich von ihrem langjährigen Trainer Mariano Díez und wurde in der Folge von César Pérez betreut. Ihr Kennzeichen bei Wettkämpfen war ein pinkfarbenes Stirnband, das ihr ein Verwandter geschenkt hatte, als sie ein Kind war.

### Dopingverdacht 2010
Am 9. Dezember 2010 wurde sie ebenso wie ihr Trainer Pérez, ihr Manager José Alonso und elf weitere Personen im Rahmen der Operación Galgo unter dem Verdacht des Handels mit Dopingmitteln festgenommen. Domínguez kam wegen ihrer Schwangerschaft nach einem achtstündigen Verhör unter Auflagen wieder frei und wurde von ihrem Posten als Vizepräsidentin des spanischen Leichtathletikverbandes RFEA vorübergehend entbunden. 
Im April 2011 wurde sie vom Verdacht der Verwicklung in den Dopingskandal entlastet. Die Staatsanwaltschaft stellte die Ermittlungen gegen sie weitgehend ein. In zwei weiteren Verfahrungen wurde weiterhin gegen sie ermittelt. Es ging darum, ob sie ihre Bankkonten in Andorra und Monaco zur Steuerhinterziehung genutzt und ob sie einem Trainingskollegen rezeptpflichtige Arzneimittel beschafft hat. Diese Punkte galten aber als weniger gravierend. 
Im Juli 2011 wurde ein Verfahren gegen sie eröffnet. Ihr wurde vorgeworfen, einem befreundeten Athleten ohne Lizenz ein Medikament verabreicht zu haben. 
Später kam es zur Einstellung dieses Verfahrens. Im Frühling 2013 forderte die IAAF den spanischen Verband auf, ein Verfahren gegen Domínguez einzuleiten, weil ihre Blutwerte auf Doping hindeuteten. 
Nachdem sich der spanische Verband zunächst weigerte, eine Entscheidung zu treffen, sprach er die Sportlerin im März 2014 frei, wogegen der Weltverband beim Internationalen Sportgerichtshof Berufung einlegte. Der internationale Sportgerichtshof verurteilte Domínguez im November 2015 wegen Dopings zu einer dreijährigen Sperre. Außerdem wurden ihr alle Titel, welche sie zwischen dem 5. August 2009 und dem 4. Januar 2013 errungen hatte, aberkannt. Dies betraf unter anderem den Weltmeistertitel über 3000 Meter Hindernis von 2009 und den Vizeeuropameistertitel von 2010.

## Politisches Wirken
Bei den Spanischen Parlamentswahlen 2011 errang Marta Domínguez einen Sitz für Palencia und die Partido Popular (PP). Nach ihrer Dopingsperre wurde sie kurz vor der Wahl 2015 von der PP von der Kandidatenliste gestrichen.

## Auszeichnungen
- 2009 – Europas Leichtathletin des Jahres[13]

## Persönliche Bestleistungen
- 1500 m: 4:04,84 min, 4. Juli 2009, Madrid
  - Halle: 4:07,69 min, 9. Februar 2002, Sevilla
- 2000 m (Halle): 5:49,55 min, 8. März 1998, Sindelfingen
- 3000 m: 8:28,80 min, 11. August 2000, Zürich (spanischer Rekord)
  - Halle: 8:40,98 min, 10. März 2001, Lissabon
- 5000 m: 14:48,33 min, 26. August 2003, Paris
- 10.000 m: 30:51,69 min, 7. August 2006, Göteborg (spanischer Rekord)
- Halbmarathon: 1:10:54 h, 1. Februar 2009, Granollers